# Marble Island
Marble Island är en ö i Kanada.   Den ligger i territoriet Nunavut, i den östra delen av landet, 2 200 km nordväst om huvudstaden Ottawa. Arean är 33 kvadratkilometer.
Terrängen på Marble Island är platt. Öns högsta punkt är 92 meter över havet. Den sträcker sig 6,0 kilometer i nord-sydlig riktning, och 12,8 kilometer i öst-västlig riktning.
Trakten runt Marble Island består i huvudsak av gräsmarker.